# Володько, Сюзанна Сергеевна
Сюзанна Сергеевна Володько (бел. Сюзанна Сяргееўна Валадзько; 17 августа 2000) — белорусская спортсменка, тяжелоатлетка, двукратный призёр чемпионатов Европы (2024, 2025).

## Биография
Сюзанна Володько выступает на международных соревнованиях по тяжелой атлетике с 2023 года. 
В 2023 году дебютировала на международном Гран-При в Кубе, где стала второй в категории до 71 кг с результатом 242 кг. 
На чемпионате мира 2023 года в Саудовской Аравии была шестой с результатом 242 кг. 
В феврале 2024 года на чемпионате Европы в Софии Сюзанна завоевала серебряную медаль по сумме двух упражнений с результатом 235 кг. В отдельных упражнениях она завоевала малую бронзовую медаль в рывке (105 кг) и малую золотую в толчке (130 кг).
На чемпионате Европы 2025 года в Кишинёве в весовой категории до 71 кг завоевала бронзовую медаль с итоговым результатом 236 кг. В упражнениях «толчок» (134 кг) стала серебряным призёром. 

## Достижения
Чемпионат Европы
| Результат | Вес       | Год  | Место соревнований | Рывок | Толчок | Общий вес |
| Серебро   | до 71 кг. | 2024 | София, Болгария    | 105,0 | 130,0  | 235,0     |
| Бронза    | до 71 кг. | 2025 | Кишинёв, Молдова   | 102,0 | 134,0  | 236,0     |

Чемпионат Белоруссии
- Чемпионка Беларуси (2018),
- серебряный призёр чемпионата Белоруссии (2016),
- бронзовый призёр чемпионата Белоруссии (2015),
- обладательница Кубка Белоруссии (2018, 2019)[5].